# Sidney Hook
Sidney Hook (20 december 1902 - 12 juli 1989) was een Amerikaanse pragmatisch filosoof, ook bekend vanwege zijn bijdragen aan verscheidene publieke debatten.

## Filosofie
Als filosoof richtte Hook zich vooral op de geschiedsfilosofie, filosofie van het onderwijs, politieke filosofie en ethiek. Hoewel hij in zijn jeugd het marxisme aanhing, zou hij later bekendstaan voor zijn vele kritieken op het totalitarisme, fascisme en marxistisch-leninisme. Op deze wijze werkte hij soms samen met de conservatieve hoek van Amerika, ondanks dat hijzelf sociaaldemocraat was, om de strijd aan te binden tegen het communisme.
De filosofische carrière van Hook werd gekenmerkt door een sterke invloed van de filosofie van John Dewey. Als leerling van Dewey, nam hij diens pragmatisch naturalisme over en zou het behouden tot aan zijn dood in 1989. Hook richtte zich vooral op de pragmatische epistemologie en het ethisch naturalisme. Betreffende de epistemologie, was Hook ervan overtuigd dat enkel een instrumentele interpretatie van kennis een juiste uitleg kon bieden aan het feit dat de mens zoveel waarde hecht aan kennis. In de ethiek stelt hij dan weer dat dit ethisch naturalisme een kritisch maar toch gerechtvaardigd en objectieve basis kon bieden voor morele oordelen. Hij zette zich daarbij af tegen vormen van ethisch absolutisme of foundationalisme, die volgens Hook enkel voortkwamen uit de religieuze tradities en de klassieke metafysische systemen zoals in het idealisme of intuïtionisme. Ook had hij niet veel goeds te zeggen over moreel relativisme en nihilisme, ongeacht of zij voortkwamen uit de filosofie van het existentialisme, of dat zij gestoeld waren op het emotivisme van het logisch positivisme.
Net als Dewey trachtte Hook zijn pragmatische theorieën toe te passen op allerlei maatschappelijke gebieden, zoals onderwijs, culturele vrijheid en reformisme. Het is van hieruit dat men zijn maatschappelijke engagement ook moet begrijpen en zijn pleidooi voor sociaaldemocratie en kritiek op totalitaire regimes.

## Trivia
- Met Einstein en Hannah Arendt was Sidney Hook een van de ondertekenaars van de Open Brief in the NYT van 4 december 1948, waarin Menachem Begin en zijn Herutpartij werden aangeklaagd.[2]

### Boeken
- The Metaphysics of Pragmatism Chicago, The Open Court Publishing Company (1927)
- Towards the Understanding of Karl Marx: A Revolutionary Interpretation New York: John Day Company, (1933)
- Christianity and Marxism; a symposium New York, Polemic Publishers, 1934
- The Meaning of Marx (edited collection, 1934)
- From Hegel to Marx (1936)
- John Dewey: An Intellectual Portrait (1939)
- Reason, Social Myths, and Democracy (1940)
- The Hero in History, a study in limitation and possibility (1943)
- Education for Modern Man (1946)
- John Dewey: Philosopher of Science and Freedom (editor, 1950)
- Heresy, Yes; Conspiracy, No (1953)
- Marx and the Marxists: The Ambiguous Legacy (1955)
- Common Sense and the Fifth Amendment New York, Criterion Books, (1957)
- Political Power and Personal Freedom (1959)
- The Quest for Being, and Other Studies in Naturalism and Humanism (1961)
- "The Fail-Safe Fallacy" (1962)
- The Paradoxes of Freedom (1963)
- The Place of Religion in a Free Society (1968)
- Academic Freedom and Academic Anarchy (1970)
- Pragmatism and the Tragic Sense of Life (1974)
- Marxism and Beyond (1983)
- Out of Step  (1987)
- Convictions  (1990)

### Artikels
- "Karl Marx and Moses Hess," 1934
- "Marx's Criticism of 'True Socialism,'" 1935
- "Marx and Feuerbach," 1936
- "Heresy, Yes—But Conspiracy, No," New York Times, 1950